# Mycoclelandia arenacea
Mycoclelandia arenacea är en svampart som först beskrevs av Trappe, och fick sitt nu gällande namn av Trappe & G.W. Beaton 1984. Mycoclelandia arenacea ingår i släktet Mycoclelandia och familjen Pezizaceae.   Inga underarter finns listade i Catalogue of Life.